# Lijst van nummer 1-hits in Zwitserland in 2003
Deze hits stonden in 2003 op nummer 1 in de Schweizer Hitparade, de bekendste hitlijst in Zwitserland.
| Datum        | Artiest                         | Titel                     |
| ------------ | ------------------------------- | ------------------------- |
| 5 januari    | t.A.T.u.                        | All the Things She Said   |
| 12 januari   | t.A.T.u.                        | All the Things She Said   |
| 19 januari   | t.A.T.u.                        | All the Things She Said   |
| 26 januari   | t.A.T.u.                        | All the Things She Said   |
| 2 februari   | t.A.T.u.                        | All the Things She Said   |
| 9 februari   | Deutschland sucht den Superstar | We Have a Dream           |
| 16 februari  | Jay-Z & Beyoncé                 | ’03 Bonnie & Clyde        |
| 23 februari  | Alphonse Brown                  | Le Frunkp                 |
| 2 maart      | Alphonse Brown                  | Le Frunkp                 |
| 9 maart      | Eminem                          | Lose Yourself             |
| 16 maart     | Alphonse Brown                  | Le Frunkp                 |
| 23 maart     | Eminem                          | Lose Yourself             |
| 30 maart     | Alexander                       | Take Me Tonight           |
| 6 april      | Alexander                       | Take Me Tonight           |
| 13 april     | Alexander                       | Take Me Tonight           |
| 20 april     | Alexander                       | Take Me Tonight           |
| 27 april     | Madonna                         | American Life             |
| 4 mei        | 50 Cent                         | In da Club                |
| 11 mei       | 50 Cent                         | In da Club                |
| 18 mei       | 50 Cent                         | In da Club                |
| 25 mei       | Eros Ramazzotti                 | Un’ emozione per sempre   |
| 1 juni       | Yvonne Catterfeld               | Für dich                  |
| 8 juni       | Yvonne Catterfeld               | Für dich                  |
| 15 juni      | Yvonne Catterfeld               | Für dich                  |
| 22 juni      | DJ BoBo                         | Chihuahua                 |
| 29 juni      | DJ BoBo                         | Chihuahua                 |
| 6 juli       | DJ BoBo                         | Chihuahua                 |
| 13 juli      | DJ BoBo                         | Chihuahua                 |
| 20 juli      | DJ BoBo                         | Chihuahua                 |
| 27 juli      | DJ BoBo                         | Chihuahua                 |
| 3 augustus   | DJ BoBo                         | Chihuahua                 |
| 10 augustus  | Outlandish                      | Aïcha                     |
| 17 augustus  | DJ BoBo                         | Chihuahua                 |
| 24 augustus  | DJ BoBo                         | Chihuahua                 |
| 31 augustus  | DJ BoBo                         | Chihuahua                 |
| 7 september  | Lumidee                         | Never Leave You (Uh-oooh) |
| 14 september | Lumidee                         | Never Leave You (Uh-oooh) |
| 21 september | The Black Eyed Peas             | Where Is the Love?        |
| 28 september | The Black Eyed Peas             | Where Is the Love?        |
| 5 oktober    | The Black Eyed Peas             | Where Is the Love?        |
| 12 oktober   | The Black Eyed Peas             | Where Is the Love?        |
| 19 oktober   | The Black Eyed Peas             | Where Is the Love?        |
| 26 oktober   | The Black Eyed Peas             | Where Is the Love?        |
| 2 november   | The Black Eyed Peas             | Where Is the Love?        |
| 9 november   | The Black Eyed Peas             | Where Is the Love?        |
| 16 november  | The Black Eyed Peas             | Where Is the Love?        |
| 23 november  | Overground                      | Schick mir ’nen Engel     |
| 30 november  | Overground                      | Schick mir ’nen Engel     |
| 7 december   | Overground                      | Schick mir ’nen Engel     |
| 14 december  | Overground                      | Schick mir ’nen Engel     |
| 21 december  | The Black Eyed Peas             | Shut Up                   |